# Helfenberg
Helfenberg est une commune autrichienne du district de Rohrbach en Haute-Autriche.